# Declan Geraghty
Declan Geraghty (ur. 11 maja 1990 w Dublinie) – irlandzki bokser, srebrny medalista mistrzostw Unii Europejskiej 2009 Odense.
Jako zawodowiec stoczył 24 zawodowe walki, wygrywając 19.